# Szczepionka prepandemiczna przeciw grypie
Szczepionka prepandemiczna przeciw grypie – szczepionka nowej generacji przeciwko grypie ptasiej. Jest przeznaczona do podawania osobom dorosłym (18–60 lat) w celu ochrony przed grypą ptasią, którą wywołuje szczep wirusa grypy A oznaczony H5N1. Zawiera fragmenty inaktywowanego (zabitego) wirusa A(H5N1) oraz system adiuwantowy. Wirus ptasiej grypy H5N1 jest uważany przez WHO za odmianę wirusa, która może stać się przyczyną kolejnej pandemii, w przypadku, gdyby doszło do jego mutacji i przekształcenia w szczep zaraźliwy dla człowieka. W związku z tym szczepionka jest przeznaczona do ewentualnych szczepień masowych. Charakteryzuje się zdolnością wywoływania odporności krzyżowej oraz ochrony przed nowymi odmianami wirusa H5N1. Została dopuszczona do obrotu 26 września 2008 na terenie wszystkich krajów UE decyzją Komitetu ds. Produktów Leczniczych Stosowanych u Ludzi (CHMP) po zapoznaniu się z materiałami i wynikami badań przedstawionymi przez producenta, jednocześnie zobowiązując go do monitorowania działań niepożądanych tak długo, jak szczepionka będzie znajdowała się w obrocie. Na rynku farmaceutycznym występuje pod nazwą Prepandrix® i Pandemrix®. Producentem jest firma GSK Biologicals.

## Zastosowanie
Szczepionkę prepandemiczną wykorzystuje się w dwóch celach:
- ochrony osób szczególnie narażonych na wirus ptasiej grypy, np. pracowników ferm drobiarskich
- profilaktycznej pre-immunizacji ludzi (masowej lub tylko wybranych grup, np. pracowników służby zdrowia), co może mieć ewentualnie pozytywne znaczenie, gdy wybuchnie pandemia

## Droga podania
Szczepionkę podaje się w postaci wstrzyknięcia w mięsień górnego ramienia, w dwóch dawkach, w odstępie 3 tygodni. Jest dostępna wyłącznie na receptę. Nie ma jeszcze danych dotyczących dawkowania szczepionki prepandemicznej u dzieci i osób powyżej 60. roku życia. Szczepionki prepandemicznej nie wolno pod żadnym pozorem podawać donaczyniowo lub śródskórnie. Odpowiedź immunologiczna może nie wystąpić u wszystkich zaszczepionych osób, zaś u pacjentów z endogenną (bez uchwytnej przyczyny zewnętrznej, wewnątrzpochodną) lub jatrogenną (wywołaną postępowaniem medycznym, np. ubocznymi działaniami leków, zaniedbaniem, błędem lekarskim) immunosupresją może być osłabiona, np. w przypadku leczenia immunosupresyjnego.

## Opinia EPAR
Według Europejskiego Publicznego Sprawozdania Oceniającego (EPAR) przeznaczonego dla ogółu społeczeństwa:

Jest to specjalny rodzaj szczepionki mającej za zadanie chronić przed szczepem grypy, który w przyszłości może wywołać pandemię. (...)Specjaliści w zakresie zdrowia są zaniepokojeni faktem, że następna pandemia grypy mogłaby zostać wywołana przez szczep H5N1 wirusa. Szczepionka została opracowana w celu ochrony przed tym szczepem, tak można ją stosować przed lub w czasie pandemii grypy. Działanie szczepionek polega na "szkoleniu" układu odpornościowego (naturalny układ obronny
organizmu), w jaki sposób bronić się przed chorobami. (...)Po podaniu szczepionki układ odpornościowy rozpoznaje wirusa jako "obcego" i wytwarza przeciwko niemu przeciwciała. W ten sposób system odpornościowy będzie mógł szybciej wytworzyć przeciwciała w przypadku ponownego narażenia na działanie tego wirusa.

## Skuteczność
W badaniach klinicznych, przeprowadzonych przez producenta, oceniano immunogenność, czyli zdolność szczepionki prepandemicznej do pobudzenia organizmu do wytwarzania przeciwciał, a miarą skuteczności był uzyskany we krwi poziom przeciwciał skierowanych przeciw wirusowi grypy ptasiej, który określano przed iniekcją oraz w 21 dni po pierwszej i 21 dni po drugiej iniekcji. W głównym eksperymencie wzięło udział 400 ochotników. Stwierdzono, że po upływie 21 dni od drugiego szczepienia poziom przeciwciał do ochrony przed wirusem grypy A(H5N1) był na wystarczającym poziomie u 84% zaszczepionych osób. W 21. dniu po pierwszym szczepieniu poziom przeciwciał uznany za wystarczający do ochrony przed wirusem grypy A(H5N1) wystąpił u 42,5% badanych.
Zdania na temat skuteczności są podzielone, ponieważ szczepionka prepandemiczna uodparnia na wirus inny, niż ten, który wywoła pandemię. Jedni twierdzą, że może uratować wiele istnień ludzkich, a drudzy, że jest zbędnym wydatkiem.

## Charakterystyka preparatu
| Skład jakościowy (antygen)                                | rozszczepiony, inaktywowany wirus grypy A/VietNam/1194/2004 (H5N1) wariant szczepu NIBRG-14 |
| Skład ilościowy                                           | 3,75 μg w przeliczeniu na hemaglutyninę |
| Metoda produkcji                                          | namnażanie w zarodkach kurzych |
| Adiuwant AS03                                             | 10,68 miligrama skwalenu, 11,86 mg DL-α-tokoferolu, 4,85 mg polisorbatu 80 |
| Substancje pomocnicze fiolka A z antygenem (zawiesina)    | polisorbat 80, oktoksynol 10, tiomersal, sodu chlorek (NaCl), disodu wodorofosforan (Na2HPO4), potasu diwodorofosforan (KH2PO4), potasu chlorek (KCl), magnezu chlorek (MgCl2), woda do wstrzykiwań |
| Substancje pomocnicze fiolka B z adiuwantem (emulsja)     | sodu chlorek (NaCl), disodu wodorofosforan (Na2HPO4), potasu diwodorofosforan (KH2PO4), potasu chlorek (KCl), woda do wstrzykiwań |
| Substancje śladowe w szczepionce                          | białko jaja, białko kurze, owoalbumina, formaldehyd, siarczan neomycyny/siarczan gentamycyny, dezoksycholan sodu |
| Opakowanie                                                | dwa rodzaje fiolek o pojemności 2,5 ml, po zmieszaniu których (według instrukcji) powstaje opakowanie 10-dawkowe (5 ml), które zachowuje trwałość fizyko-chemiczną przez 24 godziny w temperaturze pokojowej |
| Warunki przechowywania                                    | w lodówce w temperaturze 2–8 °C, w oryginalnym opakowaniu chroniącym przed światłem; nie wolno zamrażać |
| Okres ważności                                            | 18 miesięcy; po zmieszaniu 24 godziny |
| Postać farmaceutyczna                                     | fiolka A z bezbarwną, lekko opalizują zawiesiną, w której znajduje się antygen i fiolka B z białawą, jednorodną emulsją z adiuwantem |
| Dawkowanie                                                | dwie dawki: 0,5 ml w wybranym dniu i powtórzyć co najmniej 3 tygodnie później (dotyczy dorosłych osób od 18. do 60. roku życia) |
| Sposób podawania                                          | wstrzyknięcie domięśniowe; pod żadnym pozorem nie wolno podawać donaczyniowo ani śródskórnie! |
| Wskazania                                                 | aktywne uodpornienie przeciw wirusowi grypy A szczep H5N1 |
| Przeciwwskazania                                          | reakcja anafilaktyczna, po którymkolwiek ze składników (czynny i pomocnicze) lub po którymkolwiek ze śladowych zanieczyszczeń szczepionki, stwierdzona w wywiadzie z pacjentem, natomiast w przypadku znanej nadwrażliwości na którykolwiek z ww składników lub substancji śladowych należy zachować szczególną ostrożność; ciężka choroba przebiegająca z gorączką |
| Interakcje                                                | nie należy podawać jednocześnie z innymi szczepionkami, a jeżeli zachodzi taka konieczność, to szczepienia należy wykonać w różne kończyny (w tym przypadku może jednak dojść do nasilenia działań ubocznych); możliwość osłabienia odpowiedzi immunologicznej w przypadku pacjentów leczonych lekami obniżającymi odporność; przejściowe występowanie fałszywie dodatnich wyników badań serologicznych przeprowadzonych metodą ELISA na obecność przeciwciał HIV-1 i HTLV-1 (wyniki otrzymane metodą Western-blot są w takich przypadkach negatywne) |
| Ciąża i karmienie                                         | nie ma (jeszcze) danych dotyczących stosowania u kobiet w ciąży oraz w okresie karmienia piersią; badania na zwierzętach laboratoryjnych nie wykazały szkodliwego wpływu na płodność, przebieg ciąży, rozwój zarodka i płodu, poród i rozwój po urodzeniu; lekarz musi ocenić potencjalne korzyści dla matki i ewentualne ryzyko dla płodu/dziecka |
| Wpływ na zdolność obsługiwania urządzeń i pojazdów        | Niektóre z działań niepożądanych mogą mieć negatywny wpływ na prowadzenie pojazdów mechanicznych oraz obsługiwanie urządzeń mechanicznych |
| Bardzo częste działania niepożądane (≥1/10)               | ból głowy, bóle stawów, bóle mięśni; stwardnienie, obrzęk, ból i zaczerwienienie w miejscu wstrzyknięcia; gorączka, zmęczenie |
| Częste działania niepożądane (≥1/100 do <1/10)            | limfadenopatia, wybroczyny i inne reakcje (wzmożone ocieplenie, świąd) w miejscu wstrzyknięcia, wzmożona potliwość, dreszcze, objawy grypopodobne |
| Niezbyt częste działania niepożądane (≥1/1 000 do <1/100) | parastezje, senność, zawroty głowy, objawy żołądkowo-jelitowe (biegunka, wymioty, ból brzucha, nudności), świąd, wysypka, złe samopoczucie, bezsenność, uogólnione reakcje skórne, w tym pokrzywka |
| Rzadkie działania niepożądane (≥1/10 000 do <1/1 000)     | neuralgia, drgawki, przejściowa trombocytopenia, reakcje alergiczne, w rzadkich przypadkach prowadzące do wstrząsu |
| Bardzo rzadkie działania niepożądane (<1/10 000)          | zapalenie naczyń krwionośnych z przejściowym zajęciem nerek, choroby neurologiczne, tj. zapalenie mózgu i rdzenia kręgowego, zapalenie nerwu i zespół Guillaina-Barrégo |

## Opinie o szczepionce
Po przeanalizowaniu wyników wielu badań Cochrane Collaboration wydało opinię, że szczepionki przeciwgrypowe są skuteczne w zmniejszeniu liczby zachorowań na grypę w przypadku zdrowych, dorosłych osób, szczególnie, gdy składnik antygenowy odpowiada cyrkulującemu wirusowi i wirus jest wszechobecny. W najlepszym przypadku 80% zaszczepionych osób mogło uniknąć zachorowania po podaniu szczepionki z antygenem przeciwko aktualnie cyrkulującemu szczepowi, lecz już tylko 50% zaszczepionych unikało zachorowania, gdy składnik antygenowy szczepionki nie odpowiadał cyrkulującemu wirusowi. Zaznaczono, że szczepionki przeciwgrypowe są mniej skuteczne w zapobieganiu schorzeniom grypopodobnym (tylko 30% zaszczepionych osób unika zachorowania) i mają tylko niewielki wpływ na absencję w miejscu pracy (ilość opuszczonych dni z powodu choroby) oraz liczbę koniecznych hospitalizacji. Z powodu niewystarczającej ilości danych trudno jest ocenić wpływ szczepionek przeciwgrypowych na zmniejszenie występowania pogrypowych komplikacji. Uznano, że najprawdopodobniej szczepionki zawierające cały, inaktywowany wirus (monowalentne) najlepiej sprawdzą się podczas pandemii
W przypadku zdrowych dzieci powyżej 2. roku życia donosowe szczepionki przeciwgrypowe zawierające żywy, lecz osłabiony wirus grypy okazały się skuteczniejsze niż szczepionki podawane w postaci iniekcji, zawierające zabity wirus. Skuteczność zapobiegania zachorowaniu na grypę dla sprayu wynosiła 82%, zaś dla zastrzyku tylko 59%. Żadna z form szczepionki nie była zbyt skuteczna w zapobieganiu schorzeniom grypopodobnym, wywoływanym przez inne wirusy (odpowiednio skuteczność ta wynosiła 33% i 36%). Efektywność szczepionki w postaci iniekcji u dzieci poniżej 2. roku życia była zbliżona do placebo. Cochrane Collaboration znalazło tylko jedno badanie dotyczące podawania szczepionki dzieciom poniżej 2 roku życia, co wywołało zdziwienie w związku z wydanym w USA i Kanadzie zaleceniem jej podawania dzieciom powyżej 6. miesiąca życia. W związku z powyższym naukowcy z Cochrane Collaboration postulują przeprowadzenie dalszych badań, jeżeli szczepienie dzieci ma zostać objęte w rządowych programach masowych szczepień przeciw grypie.